# Armando Castellazzi
Armando Castellazzi (7. října 1904, Milán Italské království – 4. ledna 1968, Milán Itálie) byl italský fotbalový záložník a trenér.
Za svou fotbalovou kariéru nastoupil do všech utkání za jediný klub FC Inter Milán (dříve Ambrosiana-Inter). Hrál na postu defenzivního záložníka a jediný titul získal v sezoně 1929/30.
Za italskou reprezentací nastoupil jen do tří utkání, ale byl součástí vítězného mužstva na MS 1934.
Po skončení fotbalové kariéry se dal na trenéřinu. Nastoupil hned po skončení kariéry v sezoně 1936/37 a skončil na 7. místě. V příští sezoně 1937/38 již slavil titul, čímž se stal ve 33 letech nejmladším trenérem, který kdy získal titul, což je rekord, který od té doby zůstává neporažen.

## Hráčská statistika
| Sezóna              | Klub                | Liga                | Liga   | Liga | Ligové poháry | Ligové poháry | Ligové poháry | Kontinentální poháry | Kontinentální poháry | Kontinentální poháry | Celkem | Celkem |
| Sezóna              | Klub                | Soutěž              | Zápasy | Góly | Soutěž        | Zápasy        | Góly          | Soutěž               | Zápasy               | Góly                 | Zápasy | Góly   |
| ------------------- | ------------------- | ------------------- | ------ | ---- | ------------- | ------------- | ------------- | -------------------- | -------------------- | -------------------- | ------ | ------ |
| 1923/24             | Inter               | 1. Divize           | 1      | 0    | -             | 0             | 0             | -                    | 0                    | 0                    | 1      | 0      |
| 1924/25             | Inter               | 1. Divize           | 0      | 0    | -             | 0             | 0             | -                    | 0                    | 0                    | 0      | 0      |
| 1925/26             | Inter               | 1. Divize           | 12     | 1    | -             | 0             | 0             | -                    | 0                    | 0                    | 12     | 1      |
| 1926/27             | Inter               | 1. Divize           | 27     | 7    | -             | 0             | 0             | -                    | 0                    | 0                    | 27     | 7      |
| 1927/28             | Inter               | 1. Divize           | 24     | 4    | -             | 0             | 0             | -                    | 0                    | 0                    | 24     | 4      |
| 1928/29             | Inter               | 1. Divize           | 20     | 2    | -             | 0             | 0             | -                    | 0                    | 0                    | 20     | 2      |
| 1929/30             | Inter               | Serie A             | 32     | 0    | -             | 0             | 0             | -                    | 0                    | 0                    | 32     | 0      |
| 1930/31             | Inter               | Serie A             | 21     | 0    | -             | 0             | 0             | -                    | 0                    | 0                    | 21     | 0      |
| 1931/32             | Inter               | Serie A             | 34     | 0    | -             | 0             | 0             | -                    | 0                    | 0                    | 34     | 0      |
| 1932/33             | Inter               | Serie A             | 30     | 0    | -             | 0             | 0             | -                    | 0                    | 0                    | 30     | 0      |
| 1933/34             | Inter               | Serie A             | 33     | 1    | -             | 0             | 0             | -                    | 0                    | 0                    | 33     | 1      |
| 1934/35             | Inter               | Serie A             | 10     | 1    | -             | 0             | 0             | -                    | 0                    | 0                    | 10     | 1      |
| 1935/36             | Inter               | Serie A             | 2      | 0    | -             | 0             | 0             | -                    | 0                    | 0                    | 2      | 0      |
| Celkově za Juventus | Celkově za Juventus | Celkově za Juventus | 261    | 16   | -             | ?             | ?             | -                    | 0                    | 0                    | 261    | 16     |

## Hráčské úspěchy

### Klubové
- 1× vítěz italské ligy (1929/30)

### Reprezentační
- 1x na MS (1934 - zlato)

## Trenérské úspěchy

### Klubové
- 1× vítěz italské ligy (1937/38)